# Dolor segons la manera de morir
La dolor pot tindre presència o no en el procés de l'estar-se morint i si en té, pot tindre una intensitat variable. Totes aquestes característiques del procés cap a la fatalitat estan condicionades segons la manera de morir.

## Llista de causes de la mort amb la dolor associada
Durant el procés de mort s'assumeix que no el subjecte està conscient i amb un sistema nerviós funcionant normalment. Si no s'explicita el contrari, el subjecte és un humà.
| Causa de la mort | Dolor sentida |
| --- | --- |
| Decapitació La fulla talla els ossos que uneixen el cap amb la resta del cos.                                                                                | Dos segons de dolor extrema. El cap decapitat no sent dolor. |
| Deshidratació Quan falta l'aigua, el cos es nutreix del líquid cefalorraquidi. També es deixa d'orinar, unflant-se els ronyons.                              | Dolor de cap a l'estil del típic acompanyant de la ressaca però multiplicat un centenar de vegades junt una dolor comparable a una apunyalament causat per l'estat dels ronyons. La dolor dura entre tres i set dies. |
| Ofegament El líquid inunda l'estòmac, la falta d'oxigen provoca una pigmentació del rostre i el cervell entra en coma mortal.                                | Dolor en qüestió de minuts fins a arribar al coma mortal. |
| Asfíxia Les vies respiratòries embossades per algun objecte o el coll està sent estrangulat. No arriba prou oxigen al cervell i els teixits.                 | Es perd la consciència en qüestió de minuts i mor d'una aturada cardíaca. |
| Foc El foc consumeix en qüestió de segons per aquest ordre: les mans, els muscles, el pit i el rostre. Els glòbuls oculars esclaten al contactar amb el foc. | Dolor mil vegades superior al sentit al posar la mà en una paella escalfada al roig viu. Dura 10 minuts perquè es el que tarden en cremar-se els nervis. |
| Hipotèrmia o congelació generalitzat Quan la temperatura del cos humà baixa a 35 °C comença a morir-se. Queden 90 minuts de vida si les mans s'aformen.      | A més de la dolor pel fred, en una hora les extremitats estan congelades, fent patir una dolor violenta. Finalment es perd la consciència per la falta de reg cerebral. |
| Inhalació en grans quantitats de monòxid de carboni | Mort ràpida i sense dolor. |
| Inhalació en grans quantitats de diòxid de carboni | Un mal de cap seguit de nàusees, abans de morir és molt probable quedar-se adormit. |
| Dessagnament | Un humà pot arribar a perdre el 15% de la sang sentint solament un mareig. Fins perdre 2,5 litres de sang es pateix hipotèrmia. A partir dels 2,5 litres perduts, s'entra en coma. |
| Enrampada elèctrica | Dolorós. |
| Incisió a la zona inferior del coll sense atordiment dels jònecs                                                                                             | - Es pateix dolor durant els 60 segons que dura el drenament del cervell fins a la pèrdua de la consciència, segons evidències recollides en investigacions. - Tot i que siguen anestesiats amb halotà l'experiència és dolorosa, segons evidències recollides en investigacions. - Donat un jònec anestesiat amb halotà, si la incisió consisteix en tallar solament teixit del coll, el jònec experimenta més dolor que si es realitza una transsecció sobre els vasos sanguinis del coll. |